# UR Trabalhadores
Der União Recreativa dos Trabalhadores, auch bekannt als URT, ist ein Sportverein aus Patos de Minas, im brasilianischen Bundesstaat Minas Gerais. Das Maskottchen des Klubs ist die Ente nach dem Namen des Ortes Patos de Minas, welcher übersetzt Enten von Minas lautet. Größter Konkurrent des Klubs ist der Lokalrivale EC Mamoré, deren Treffen werden als Clássico do Milho bezeichnet.

## Geschichte
URT wurde am 9. Juli 1939 von einer Gruppe von Freunden gegründet. 1961 nahm der Klub erstmals an einer Ausgabe der Staatsmeisterschaft von Minas Gerais teil. Man trat im Módulo II, deren zweiten Liga, an. Das Treffen fand am 16. Juli zuhause gegen Mamoré statt, welches URT mit 1:2 verlor. Weitere Auftritte folgten noch in den 60er Jahren. Seit 1976 tritt der Klub fast ununterbrochen in den Ligen der Staatsmeisterschaft an. In dem Jahr gab URT sein Debüt in der obersten Spielklasse der regionalen Meisterschaft. Beim AA Caldense unterlag der Klub am 6. März mit 2:0.
Eine Besonderheit für den Klub waren die Teilnahmen an nationalen Wettbewerben. Die höchste Spielklasse, welche bis dato erreicht werden konnte, war die Série C 1995. In dieser Ausgabe der dritten nationalen brasilianischen Liga, erreichte der Klub den 69. Platz bei 107 Teilnehmern. In seiner Gruppe mit drei Gegnern hatte der URT eine Bilanz von zwei Siegen, zwei Unentschieden und zwei Niederlagen bei 8:7 Toren aufzuweisen. Die erste Partie trug man am 27. August gegen den Uberlândia EC aus, 0:1–Niederlage.
Neben Beteiligungen an der vierten Liga, der Série D, erreichte URT auch welche am Copa do Brasil, dem nationalen Pokalwettbewerb. Die erste beim Copa do Brasil 2000. Hier traf der Klub in der ersten Runde auf den Fluminense FC. Die Spiele endeten 1:1 und 0:2.

## Teilnahme an Fußballwettbewerben
| Wettbewerb                    | Teilnahmen                                                                |
| ----------------------------- | ------------------------------------------------------------------------- |
| Série C                       | 1995                                                                      |
| Série D                       | 5× – 2016–2019, 2022                                                      |
| Copa do Brasil                | 7× – 2000, 2001, 2006, 2017, 2018, 2019, 2022                             |
| Staatsmeisterschaft           | 23× – 1976–1977, 1992–1993, 1995–1996, 1999–2006, 2014–2022               |
| Staatsmeisterschaft Módulo II | 27× – 1961, 1965–1968, 1978, 1984–1991, 1994, 1997–1998, 2007–2013, 2023– |
| Staatspokal                   | 3× – 1976, 1999–2000                                                      |

## Erfolge
- Staatsmeisterschaft von Minas Gerais – Módulo II: 2013
- Staatspokal von Minas Gerais: 1999, 2000